# Daryl Johnston
Pour les articles homonymes, voir Johnston.
(en) Statistiques sur pro-football-reference
Daryl Johnston (né le 10 février 1966 à Youngstown dans l'État de New York) est un joueur américain de football américain qui évoluait comme fullback dans la National Football League (NFL).
Issu de l'Université de Syracuse, il a passé toute sa carrière professionnelle, qui a duré dix saisons, avec les Cowboys de Dallas et a remporté trois titres du Super Bowl avec l'équipe. Surnommé « Moose », il a principalement servi de bloqueur pour Emmitt Smith en lui créant des ouvertures pour de plus longues courses et lui permettre d'être parmi les meneurs sur les yards à la course année après année.
Les contributions de Johnston aux Cowboys ont amené la NFL à créer la position de fullback au Pro Bowl en 1993, qui n'était pas présente auparavant, et y a été sélectionné à deux reprises.